# Tribeles
Tribeles é um género monotípico de plantas com flor pertencente à família Escalloniaceae cuja única espécie é Tribeles australis, nativa do Chile.

## Taxonomia
Tribeles australis foi descrita por Rodolfo Amando Philippi e publicado eem Linnaea 33: 307. 1864.
O género Tribeles foi considerado como constituindo uma família monotípica  designada por Tribelaceae que tinha uma única espécie, Tribeles australis. Contudo, em 2006 foi integrada na família Escalloniaceae, posição taxonómica que mantém no sistema APG IV de 2016.